# Golfgroei
Golfgroei is het proces waarbij golven op een wateroppervlak groter worden door invloed van de wind. De windgolven ontwikkelen zich tot zeegang, een onregelmatig golfbeeld. Als deze zeegang niet meer door de wind beïnvloed wordt is de golfgroei gestopt, en veranderd het golfbeeld in deining.
De hoogte van de zeegang hangt van verschillende factoren af:
- de windsnelheid;
- de duur van de wind;
- de windbaan of strijklengte: de (ononderbroken) afstand in windrichting tot aan de kust;
- de waterdiepte: alleen van belang als de golflengte groter is dan twee keer de waterdiepte.

In een eenvoudige vorm wordt de zeegang beschreven door een significante golfhoogte met bijbehorende golfperiode. Meer specifiek kan de zeegang beschreven worden met een golfspectrum (energiedichtheidsspectrum). Als alleen belangstelling is voor de significante golfhoogte, en de windbaan eenvoudig is te definiëren, kunnen een aantal formules gebruikt worden om deze te berekenen. De nauwkeurigheid van deze formules is echter niet heel erg groot. Voor duidelijk afgebakende wateren met een redelijk constante diepte is deze methode wel goed bruikbaar. Voor situaties waar de diepte sterk varieert en een lastige geometrie werken deze methoden niet. In die gevallen moet gebruik gemaakt worden van tweedimensionale rekenmodellen.

## De eenvoudige aanpak
Na de Tweede Wereldoorlog is het onderzoek naar golfgroei op gang gekomen. Er zijn in de periode tussen 1950 en 1980 een aantal formules ontwikkeld. Omdat toen de tweedimensionale veldmodellen nog niet beschikbaar waren, is er in opdracht van Rijkswaterstaat en de Technische Adviescommissie voor de Waterkeringen onderzoek gedaan naar welke formule het best gebruikt kon worden voor het bepalen van de golfhoogte aan de teen van de dijk. Uit dit onderzoek volgde dat de formule van Bretscheider uit 1973 het beste resultaat gaf. Later onderzoek van Young en Verhagen in 1997 gaf aan dat voor ondiep water een kleine aanpassing van de coëfficiënten een verbetering geeft voor ondiep water.
Een eenvoudige set formules voor het eindresultaat van de golfgroei in diep water met een heel lange windbaan is:
{\displaystyle {{gH_{s}} \over {u_{w}^{2}}}=0,283}
{\displaystyle {{gT_{s}} \over {u_{w}}}=7,54}
Hierin is:
{\displaystyle g} = versnelling van de zwaartekracht (m/s2)
{\displaystyle H_{s}} = significante golfhoogte (s)
{\displaystyle T_{s}} = significante golfperiode (s)
{\displaystyle u_{w}} = windsnelheid (m/s)
De constante in deze formules zijn bepaald uit metingen. Als de waterdiepte, windbaan en de stormduur ook in rekening gebracht worden, wordt de formule aanzienlijk gecompliceerder. Door het gebruiken van dimensieloze waarden blijkt het mogelijk om lijnen te vinden voor al deze zaken.
De gebruikte dimensieloze parameters zijn:
{\displaystyle {\widehat {H}}={gH_{s}/u_{w}^{2}}}
{\displaystyle {\widehat {T}}={gT_{s}/u_{w}}}
{\displaystyle {\widehat {d}}={gd/u_{w}^{2}}}
{\displaystyle {\widehat {F}}={gF/u_{w}^{2}}}
{\displaystyle {\widehat {t}}={gt/u_{w}}}
Hierin is:
{\displaystyle d} = de waterdiepte (m)
{\displaystyle F} = de windbaan (m)
{\displaystyle t} = de stormduur (s)
Als de dimensieloze golfhoogte en golfperiode uitgezet worden in een grafiek als functie van de dimensieloze windbaan blijken de meetpunten behoorlijk op een rechte lijn te liggen, maar de lijn is (met name bij de langere dimensieloze windbanen) niet helemaal recht. De lijn wordt wat afgeplat. Door veel onderzoekers zijn formules ontwikkeld die dit gedrag beschrijven.

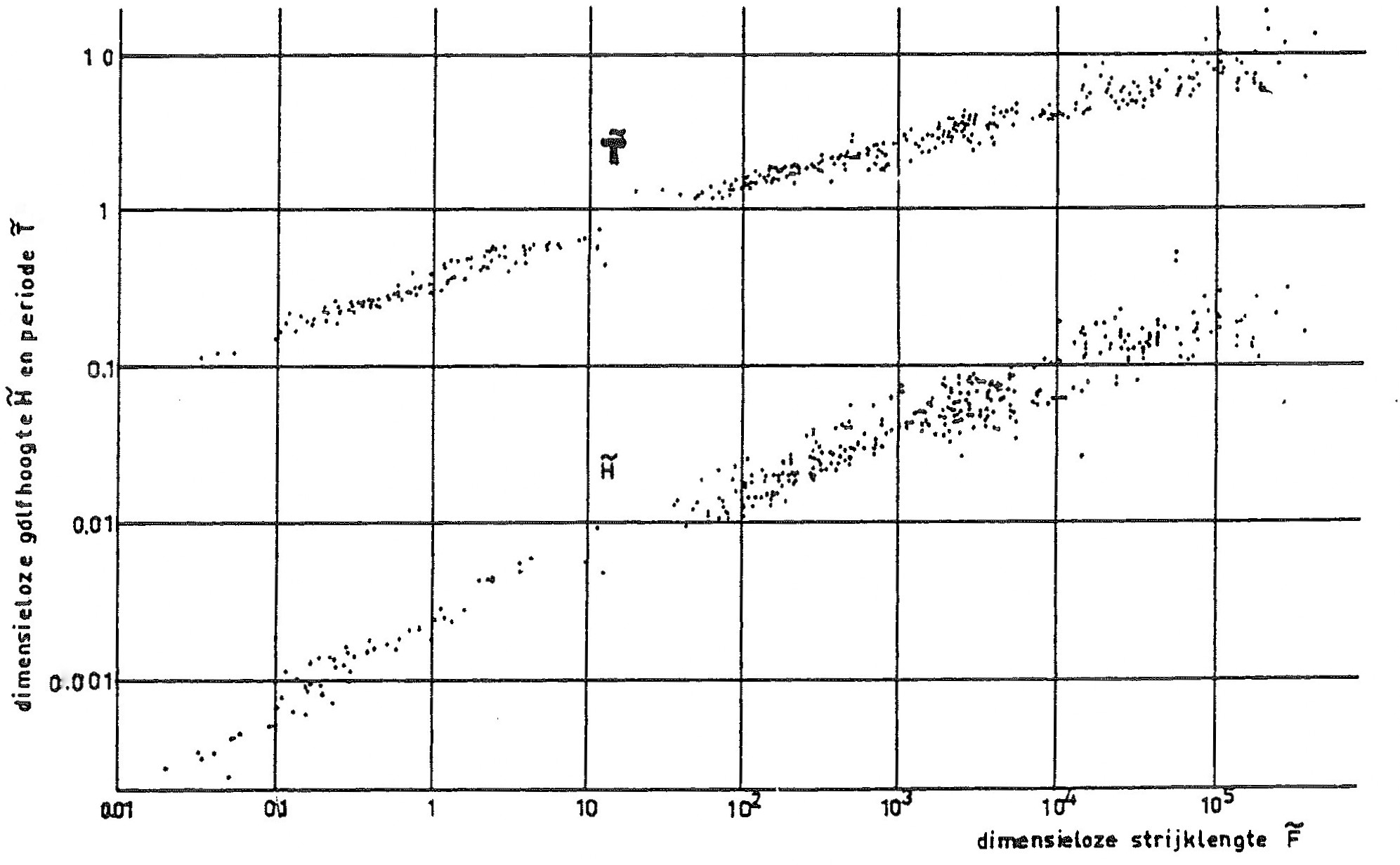
Dimensieloze golfhoogte en periode uitgezet als functie van de dimensieloze windbaan (data van Wilson uit 1965)

### veel gebruikte formules voor diep water
Bretschneider (1952, 1977):
{\displaystyle {\widehat {H}}=0,283\tanh \left(0,0125{\widehat {F}}\right)^{0,42}}
{\displaystyle {\widehat {T}}=7,54\tanh \left(0,077{\widehat {F}}\right)^{0,25}}
Wilson (1965):
{\displaystyle {\widehat {H}}=0.30\left\{1-\left[1+0.004{\widehat {F}}^{1/2}\right]^{-2}\right\}}
{\displaystyle {\widehat {T}}=1.37\left\{1-\left[1+0.008{\widehat {F}}^{1/3}\right]^{-5}\right\}}

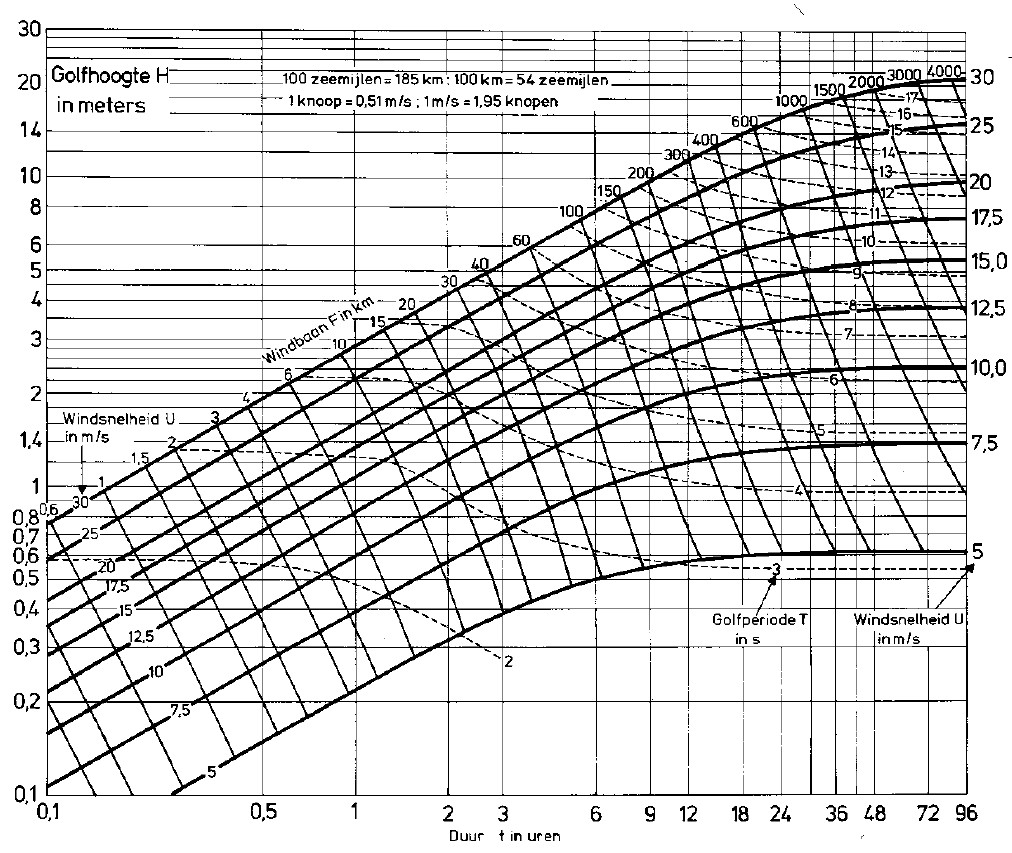
golfgroeigrafiek gebaseerd op de formules van Groen & Dorrestein

In Nederland wordt ook veel de formule van Groen & Dorrestein (1976) gebruikt:
{\displaystyle {\widehat {H}}=0,24\tanh \left(0,015{\widehat {F}}\right)^{0,45}} voor {\displaystyle {\widehat {F}}<10}
{\displaystyle {\widehat {T}}=2\pi \tanh \left(0,0345{\widehat {F}}\right)^{0,37}} voor {\displaystyle {\widehat {F}}>400}
{\displaystyle {\widehat {T}}=0,502{\widehat {F}}^{0,225}} voor {\displaystyle 10<{\widehat {F}}<400}
In de tijd dat er nog geen programmeerbare computers voor alledaags gebruik waren was het gebruik van dergelijke formules niet handig, daarom zijn voor praktisch gebruik ook grafieken (nomogrammen) gemaakt waarin voor het gebruiksgemak niet meer de dimensieloze eenheden staan, maar de golfhoogten uitgedrukt in meters, de stormduur in uren en de windbaan in km.
Het is niet mogelijk om in dezelfde grafiek ook de waterdiepte op te nemen. dan krijgt men te veel invoerparameters. Daarom zijn er, toen er vooral met nomogrammen gewerkt werd, voor allerlei verschillende dieptes dergelijke nomogrammen gemaakt.
Bij de huidige manier van werken zijn nomogrammen niet zo handig, de formules zijn eenvoudig te programmeren.
Voor diep water is het verschil tussen de verschillende formules klein, voor ondiep water is de door Young & Verhagen aanpaste formule het beste. Deze luidt:
{\displaystyle {\widehat {H}}=0,241\left(\tanh {A_{H}}\tanh {{B_{H}} \over {\tanh {A_{H}}}}\right)^{0,87}}
{\displaystyle A_{H}=0,493{\widehat {d}}^{0,75}} en {\displaystyle B_{H}=0,00313{\widehat {F}}^{0,57}}
en
{\displaystyle {\widehat {T}}=7,519\left(\tanh {A_{T}}\tanh {{B_{T}} \over {\tanh {A_{T}}}}\right)^{0,387}}
{\displaystyle A_{T}=0,331{\widehat {d}}^{1,01}} en {\displaystyle B_{T}=0,0005215{\widehat {F}}^{0,73}}
Onderzoek van Bart heeft aangetoond dat voor Nederlandse condities (IJsselmeer) deze formule betrouwbaar is.

#### Voorbeeld
Het Gardameer in Italië is een diep, langwerpig meer, ca 350 m diep en 45 km lang. Bij en wind van 25 m/s uit het ZZW geven de formules van Bretschneider en Wilson een Hs van 3,5 m bij een periode van ongeveer 7 s (mits de storm ten minste 4 uur duurt). De formule van Young en Verhagen geeft een lagere golfhoogte van 2,6 m. Deze lagere uitkomst vindt zijn oorzaak in het feit dat deze formule is afgeregeld voor ondiep water en het Gardameer is heel diep.

## Tweedimensionale golfgroei op diep water

### Historie
Tot de Tweede Wereldoorlog werd voor golfvoorspellingen op de oceanen gebruik gemaakt van methoden vergelijkbaar met wat hierboven beschreven is. De verbeteringen van kort na de oorlog bleken goed te werken voor situaties met korte windbanen en constante windvelden. Voor voorspellingen op de oceaan is dat niet voldoende.
In de jaren vijftig en zestig van de twintigste eeuw werd veel van de theoretische basis gelegd die nodig was voor numerieke beschrijvingen van golfgroei. Voor prognosedoeleinden besefte men dat de willekeurige aard van de toestand van de zee het best kan worden beschreven met een golfenergiespectrum met richtingsafhankelijkheid. Deze aanpak maakte het mogelijk om gecombineerde voorspellingen te doen van wind, zeegang en deining. Het eerste numerieke model gebaseerd op de spectrale weergave van de zeegang werd in 1956 ontwikkeld door de Franse weerdienst en was gericht op de Noord-Atlantische Oceaan. In de jaren zeventig werd het eerste operationele wereldomvattende golfmodel geïntroduceerd: het spectral wave ocean model (SWOM) in het Fleet Numerical Oceanography Center van de Amerikaanse marine.

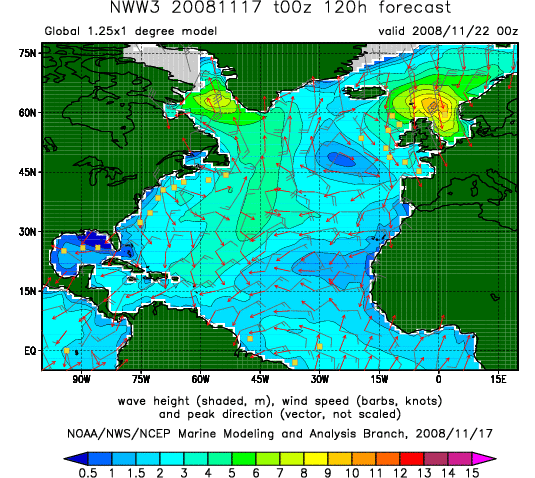
NOAA Wavewatch III Sample Forecast

Golfmodellen van de eerste generatie hielden geen rekening met niet-lineaire golfinteracties. Modellen van de tweede generatie, beschikbaar in het begin van de jaren tachtig van de twintigste eeuw, parametriseerden deze interacties. Ze omvatten de "gekoppelde hybride" en "gekoppelde discrete" formuleringen. Modellen van de derde generatie vertegenwoordigen expliciet alle fysica die relevant is voor de ontwikkeling van de toestand van de zee in twee dimensies. Het golfmodelleringsproject (WAM) van het Europees Centrum voor weersvoorspellingen op middellange termijn (ECMWF) leidde in het decennium 1984-1994 tot de verfijning van moderne golfmodelleringstechnieken. Verbeteringen waren onder meer tweerichtingskoppeling tussen wind en golven, assimilatie van satellietgolfgegevens en operationele prognoses op middellange afstand.
Windgolfmodellen worden gebruikt om voorspellingen te maken van de golven, maar ook om achteraf de golven te bepalen die opgetreden zijn bij een bepaald windveld in het verleden (hindcasting). Verschillen in modelresultaten ontstaan (in afnemende volgorde van belangrijkheid) door: verschillen in wind- en de invloeden van zee-ijs, verschillen in parametrisering van fysische processen, het gebruik van data-assimilatie en bijbehorende methoden, en de numerieke technieken die worden gebruikt om de fysische vergelijkingen op te lossen.

### Algemene aanpak

#### invoer

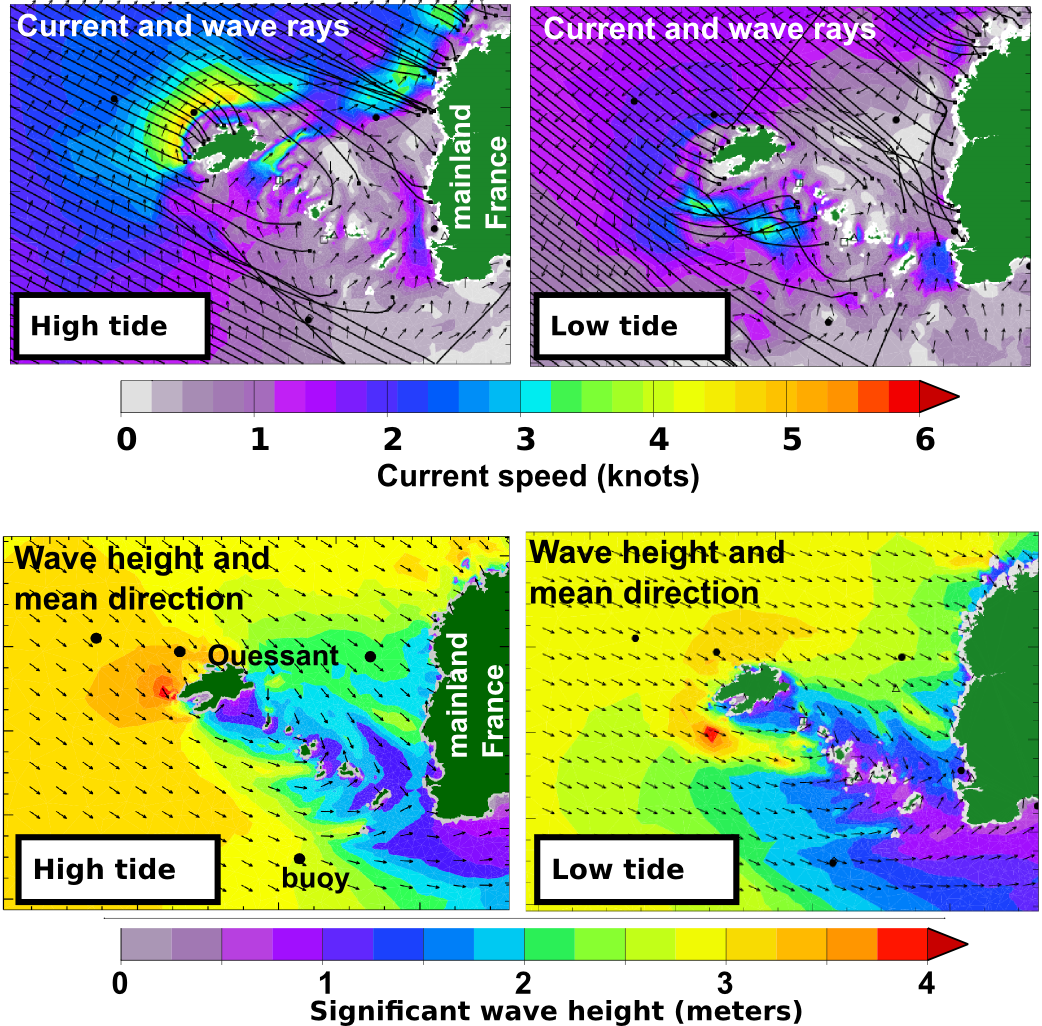
Deze figuur toont een voorbeeld van de effecten van stromingen op de golfhoogten. Dit voorbeeld is een bewerking van wetenschappelijk artikel gepubliceerd in het Journal of Physical Oceanography (vol. 42, december 2012). De bovenste panelen tonen de getijstroom om 3 uur 's ochtends en 11 uur 's ochtends op 28 oktober 2008, voor de westkust van Frankrijk, rond het eiland Ouessant, dat 20 km van het vasteland ligt. Het onderste paneel toont de hoogten en richtingen van golven, berekend met het numerieke model WAVEWATCH III (R), met behulp van een driehoekig raster met variabele resolutie. De sterke stroming ten zuiden van Ouessant leidt de golven bij eb weg van de meetboei.

Een golfmodel heeft als beginvoorwaarden informatie nodig die de toestand van de zee beschrijft. Een analyse van de zee of oceaan kan worden gemaakt door middel van data-assimilatie, waarbij waarnemingen zoals boei- of satelliethoogtemetermetingen worden gecombineerd met een achtergrondgissing van een eerdere voorspelling of klimatologie om de beste schatting van de huidige omstandigheden te maken. In de praktijk vertrouwen veel voorspellingssystemen alleen op de vorige voorspelling, zonder enige assimilatie van waarnemingen.
Een meer kritische input is de aandrijving door windvelden: een in de tijd variërende kaart van windsnelheid en windrichtingen. De meest voorkomende bronnen van fouten in golfmodelresultaten zijn de fouten in het windveld. Zeestromingen kunnen ook belangrijk zijn zoals de Golfstroom, Kuroshio of Agulhas stroming, of in kustgebieden waar de getijstromen sterk zijn. Golven worden ook beïnvloed door zee-ijs en ijsbergen, en alle operationele wereldwijde golfmodellen houden in ieder geval rekening met het zee-ijs.

#### weergave van het golfbeeld
De toestand van de zee wordt beschreven als een spectrum; het zeeoppervlak kan worden ontleed in golven van verschillende frequenties met behulp van het principe van superpositie. De golven worden ook gescheiden door hun voortplantingsrichting. De grootte van het modeldomein kan variëren van regionaal tot de wereldwijde oceaan. Kleinere domeinen kunnen worden genest binnen een wereldwijd domein om een hogere resolutie te bieden in een interessegebied. De toestand van de zee evolueert volgens fysische vergelijkingen – gebaseerd op een spectrale weergave van het behoud van golfwerking – waaronder: golfvoortplanting/advectie, breking (door diepteverandering en stroming), ondiepten en een bronfunctie waarmee golfenergie kan worden vergroot of verkleind. De bronfunctie heeft ten minste drie termen: aandrijving door de wind, niet-lineaire overdracht en dissipatie door schuimkoppen. Windgegevens worden meestal geleverd door een afzonderlijk atmosferisch model van een operationeel weersvoorspellingscentrum.
Voor tussenliggende waterdiepten moet ook het effect van bodemwrijving worden toegevoegd. Op oceaanschalen is het verdwijnen van deining - zonder te breken - een zeer belangrijke term.

#### uitvoer

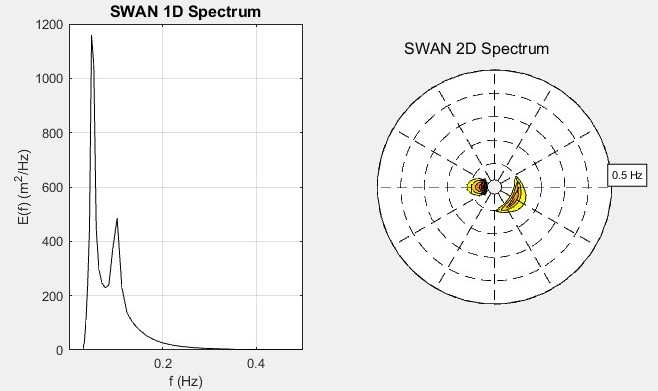
Richtingsspectrum

De output van een windgolfmodel is een beschrijving van het richtingsspectrum, met amplitudes geassocieerd met elke frequentie en voortplantingsrichting. Resultaten worden meestal samengevat door de significante golfhoogte, de gemiddelde hoogte van de een derde van de grootste golven, en de periode en voortplantingsrichting van de dominante golf. Verder kan de uitvoer weergeven worden in kaartvorm, bijvoorbeeld als een kaart met golfhoogte en golfrichting.

#### gekoppelde modellen
Windgolven wijzigen ook wrijvingsweerstand van wind nabij het oppervlak. Er is dus een terugkoppeling. De hieronder genoemde operationele modellen WAM en Wavewatch houden daar ook rekening mee.

#### voorbeelden

##### WAM
Het golfmodel WAM was het eerste zogenaamde voorspellend golfmodel van de derde generatie waarbij het tweedimensionale golfspectrum zich vrij kon ontwikkelen (tot een grensfrequentie) zonder beperkingen op de spectrale vorm. Het model onderging vanaf het begin eind jaren tachtig een reeks software-updates. De laatste officiële release is Cyclus 4.5, onderhouden door het Helmholtz Zentrum in Geesthacht, Duitsland. Het ECMWF heeft WAM opgenomen in zijn deterministische en ensemblevoorspellingssysteem, bekend als het Integrated Forecast System (IFS). Het model omvat momenteel 36 frequentiebakken en 36 voortplantingsrichtingen met een gemiddelde ruimtelijke resolutie van 25 km. Het model is sinds 1998 gekoppeld aan de atmosferische component van IFS.

##### WaveWatch
De operationele golfvoorspellingssystemen bij NOAA zijn gebaseerd op het WAVEWATCH III (R)-model. Dit systeem heeft een globaal domein met een resolutie van ongeveer 50 km, met geneste regionale domeinen voor de oceanische bekkens op het noordelijk halfrond met revoluties van ongeveer 18 km en ongeveer 7 km. De fysica omvat onder andere breking, niet-lineaire interacties en dynamisch bijgewerkte ijsbedekking. Windgegevens worden geleverd door het GDAS-gegevensverwerkingssysteem voor het GFS-weermodel. Tot 2008 was het model beperkt tot gebieden buiten de brandingszone waar de golven niet sterk worden beïnvloed door ondiepe diepten. Het model kan de effecten van stromingen op golven uit het vroege ontwerp van Hendrik Tolman in de jaren 90 incorporeren en is nu uitgebreid voor toepassingen nabij de kust.

## Ondiep water
De globale modellen WAM en Wavewatch werken niet zo goed in de ondiepwatergebieden nabij de kust. Om dit op te lossen is rond 1993 het programma SWAN (Simulating WAves Nearshore), ontwikkeld door de TU Delft, in samenwerking met Rijkswaterstaat en het Office of Naval Research (USA). Het zwaartepunt van deze ontwikkeling lag in eerste instantie bij de golfveranderingen door breking, refractie en dergelijke. Later is daar de golfgroei aan toegevoegd. Het is een programma dat in principe de energie van het golfveld (in de vorm van een golfspectrum) berekend, en als afgeleide daarvan de significante golfhoogte uit dit spectrum afleidt. Het bijzondere aan dit programma is dat het feitelijk alleen het rekenhart is, zonder een goede gebruikersinterface voor het eenvoudig maken van invoerfiles en het presenteren van de uitvoer. Iedereen kan zelf eenvoudig de uitvoervormen maken die voor de eigen specifieke toepassing nuttig zijn. Het programma is een open-source programma, en er zijn inmiddels veel instituten en bedrijven die een eigen gebruikersomgeving voor SWAN gemaakt hebben. SWAN is inmiddels wereldwijd de standaard voor dit soort berekeningen.
Het programma kan zowel eendimensionaal als tweedimensionaal gebruikt worden.

### De eendimensionale aanpak

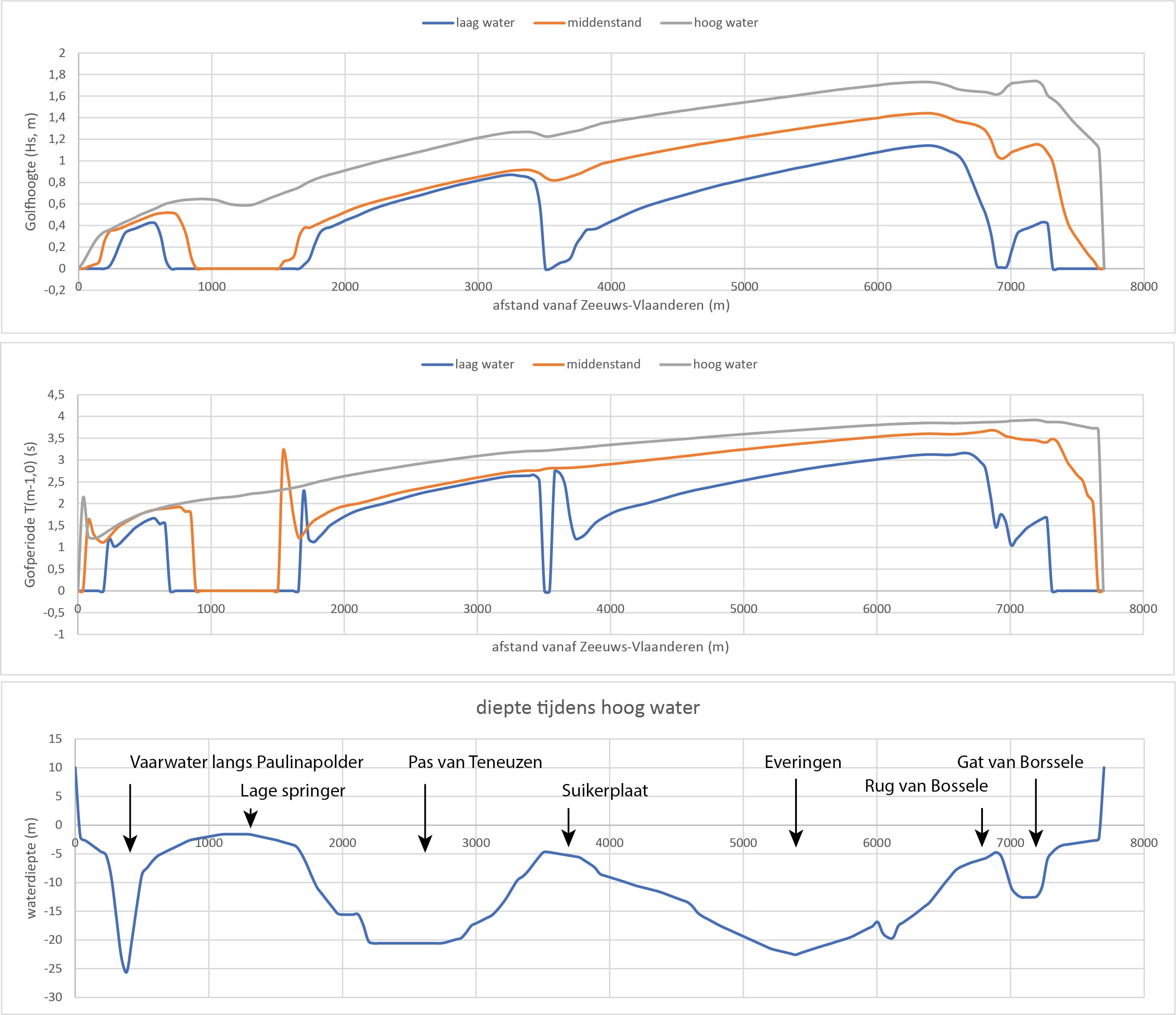
Golfgroei in de Westerschelde

De rekentijd voor een berekening met SWAN is in de orde van seconden, dus dat is geen limiterende factor. De meeste arbeid zit in het maken van de invoer en het interpreteren van de uitvoer. SWAN kan ook in eendimensionale modus gebruikt worden. In dat geval hoeft er alleen een dwarsprofiel gedigitaliseerd te worden en de windinformatie ingevoerd te worden. In veel gevallen kan hiermee een voldoend betrouwbare waarde voor het lokale golfspectrum gevonden worden. Vooral als de windbaan loopt over een gebied met ondiepten (bijv. zandbanken in de Westerschelde) geeft dat goede resultaten.

#### voorbeeld
Als voorbeeld is een berekening gemaakt van de golfgroei op de Westerschelde, Voor dit voorbeeld is gebruik gemaakt van de eendimensionale versie van SWAN en de open-source gebruikersinterface SwanOne. Berekend is de golfhoogte aan de teen van de zeedijk bij Goudorpe op Zuid-Beveland net ten westen van de Westerscheldetunnel, waarbij de wind uit het ZW komt met een windsnelheid van 25 m/s (windkracht 9 tot 10). In de grafiek is dat van links naar rechts. De dijk ligt daar vrij ver van het diepe water, er ligt een schor voor de dijk. De berekening is gemaakt voor Laag water, gemiddelde waterstand en voor hoogwater. Bij hoog water staat het schor en de platen onder water; bij laag water vallen zij droog, het schor staat dan onder water (het getijverschil is hier ongeveer 5 m). Bij hoog water is er een constante toename van de golfhoogte, die in diep water wat sneller gaat dan in ondiep water. Bij laag water vallen sommige platen droog, en moet de golfopbouw opnieuw plaats vinden. Dicht bij de oever (dus voorbij het Gat van Borssele) ligt een hoog schor, bij laag water zijn daar geen golven meer, bij gemiddeld water neemt de golfhoogte af to vrijwel niets bij de dijk, en bij hoog water is daar nog steeds een golfhoogte van 1 m aanwezig. Als periodemaat is in deze grafieken de spectrale periode (Tm-1,0) weergegeven.

### De tweedimensionale aanpak

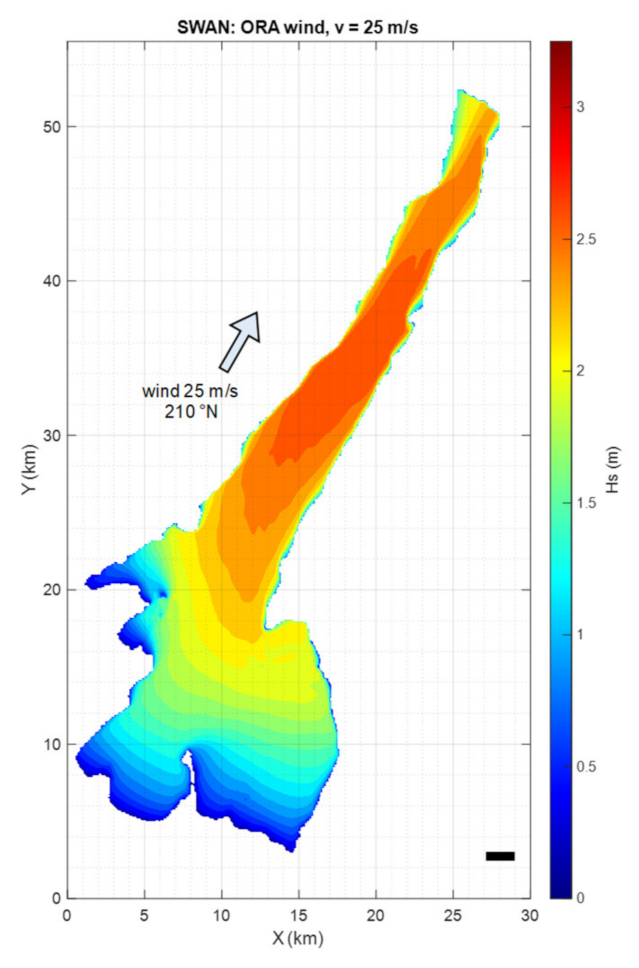
Berekening van de golfgroei (en afname) op het Gardameer ten gevolge van een sterke wind (25 m/s) uit het ZZW (210°)

In situaties waar sterke refractie optreedt, of bij een zeer onregelmatig gevormde kust voldoet de eendimensionale aanpak niet, en moet een veldmodel gebruikt worden. Zelfs in een redelijk rechthoekig meer als het Gardameer geeft een tweedimensionale berekening aanzienlijk meer informatie, met name in het zuidelijke stuk van het meer. Bijgaande figuur laat het resultaat van zo'n berekening zien. Dit geval laat nog een andere beperking zien van de eendimensionale aanpak. Op een gegeven moment wordt de werkelijke golfgroei minder dan voorspeld met het eendimensionale model. Dit komt omdat daar feitelijk een breed golfveld verondersteld wordt, hetgeen bij het smalle Gardameer niet het geval is. Analyse van golfmetingen in Lake George hebben dit aangetoond.